# Pseudocymopterus
Pseudocymopterus là chi thực vật có hoa trong họ Apiaceae.